# Gastornithiformes
De Gastornithiformes zijn een orde van uitgestorven grote niet-vliegende vogels. De orde omvat één familie, de Gastornithidae. De gastornithiden leefden van het Laat-Paleoceen tot het Midden-Eoceen op de noordelijke continenten Noord-Amerika, Europa en Azië.

## Classificatie
De verwantschap van de Gastornithiformes met de hedendaagse vogelgroepen is onduidelijk. Hetzelfde geldt voor de voorouders van de gastornithiden. Lange tijd werd de groep ingedeeld bij de Gruiformes (kraanvogelachtigen), maar tegenwoordig wordt de Gastornithiformes als een eigen orde geclassificeerd. Mogelijk is deze orde niet verwant aan hedendaagse vogelgroepen, maar de huidige gedachte is dat de Gastornithiformes behoort tot de Galloanserae, een superorde waartoe ook de hoendervogels en eendachtigen behoren. De verwantschap met de Galloanserae wordt verondersteld vanwege bepaalde overeenkomsten in de bouw van de poten en het kaakgewricht. Classificatie bij de Galloanserae biedt ook uitkomst wat betreft de afkomst van de gastornithiden. In het Laat-Krijt kenden de eendachtigen al enige diversiteit en is goed mogelijk dat de voorouder van de gastornithiden zich eveneens in het Laat-Krijt heeft ontwikkeld binnen de eendachtigen.
Het bekendste en naamgevende geslacht uit de Gastornithiformes is Gastornis. Fossielen van deze vogel dateren van 56 tot 41 miljoen jaar geleden en zijn gevonden in Noord-Amerika en West-Europa. Naast de soorten uit het geslacht Gastornis is slechts één andere soort uit de Gastornithiformes bekend, Zhongyuanus xichuanensis.